# Maria Bertelli
Maria Catherine Bertelli (Ashton-under-Lyne, 6 oktober 1977) is een Brits voormalig volleybalster en voetbalster.

## Levensloop
Maria Bertelli begon met volleyballen op 13-jarige leeftijd aan het St Damian's High School in haar geboortedorp. Ze speelde onder meer voor Manchester United Salford, alvorens ze in 2000 de overstap maakte naar Datovoc Tongeren en vervolgens Asterix Kieldrecht. Met deze club won ze in seizoen 2001-'02 de Beker van België.
Na twee seizoenen in België keerde ze voor haar werk terug naar het Verenigd Koninkrijk en vestigde ze zich in Londen. Aldaar legde ze zich toe op haar jeugdpassie, voetbal, en sloot aan bij AFC Wimbledon. In 2005 maakte ze de overstap naar Charlton Athlectic. Met deze club won ze in 2005-'06 de National League Cup, waarin Arsenal werd verslagen met 2-1. Het daarop volgende jaar was ze met Charlton finalist in de Women's FA Cup. In 2007 werd deze club evenwel opgedoekt.
Daarnaast was ze actief gebleven in het volleybal bij het Londense Malory Eagles. Later maakte ze de overstap naar het Zwitserse Volley Köniz. Ook maakte ze deel uit van de Britse volleybalploeg, waarin ze in 2007 debuteerde en waarmee ze onder meer deelnam aan de Olympische Zomerspelen van 2012.